# Anna Castberg
Anna Castberg (født 15. marts 1948 i Tveje Merløse Sogn, Holbæk Kommune) er en tidligere folkesanger og en tidligere museumsdirektør.
I 1993 blev udlandsdanskeren Anna Castberg udset til at være leder af det planlagte museum for moderne kunst, Arken i Ishøj. I marts 1996 blev museet officielt indviet.
16. august samme år blev Anna Castberg tvunget til at fratræde stillingen som direktør for museet. Museet havde ikke orden i sin økonomi, og Castberg havde overskredet museets konsulentbudget med omkring 800.000 kr. Den egentlige årsag til fyringen viste sig dog at være, at hun havde pyntet på sit cv ved at skrive, at hun havde en doktorgrad og at hun havde gennemgået flere uddannelser, hun ikke havde. Desuden havde hun anført flere arbejdsgivere, som hun aldrig har været ansat hos.
En af Anna Castbergs få reelle meritter viste sig at være en folkesanger-single The Rose of Loneliness/The One I Love, som hun som 17-årig havde udgivet under pseudonymet Leslie-Ann Beldamme på det engelske pladeselskab Decca. Pladen solgte 9.000 eksemplarer.
Dramatikeren Erling Jepsen skrev svindlerkomedien Anna og Tyngdeloven, der er bygget på Anna Castbergs liv, og som handler om en kvinde ved navn Anna Riber Hofdahl. Stykket er bl.a. opført på Århus Teaters Skalascene i 2002. Anna Castberg bliver endvidere personificeret gennem personen Lola (Laila Petrova) i Leif Davidsens roman Lime's billede.[kilde mangler]
Ole Hyltofts roman Mordet på museet. Affæren Ann Belgrave blev også inspireret af Castberg.
Efter sin fyring flyttede Castberg til England og arbejder som psykoterapeut